# Cinque Nazioni 1927
Il Cinque Nazioni 1927 (in inglese 1927 Five Nations Championship; in francese Tournoi des Cinq Nations 1927; in gallese Pencampwriaeth y Pum Gwlad 1927) fu la 13ª edizione del torneo annuale di rugby a 15 tra le squadre nazionali di Francia, Galles, Inghilterra, Irlanda e Scozia, nonché la 40ª in assoluto considerando anche le edizioni dell'Home Championship.
Come l'anno precedente, fu vinto in tandem da Scozia (tredicesimo titolo) e Irlanda (settimo), entrambi con tre vittorie e una sconfitta.
Il torneo si decise nelle ultime tre partite: nella terzultima l'Irlanda batté a Dublino il Galles e si portò in testa alla classifica, e in quella successiva fu la Scozia, portando a casa la Calcutta Cup, ad affiancare gli irlandesi in classifica, lasciando all'Inghilterra solo la speranza della vittoria condivisa in caso di successo in Francia nell'ultimo incontro del torneo.
Si trattò della seconda vittoria consecutiva in condominio, e della settima in assoluto dal debutto della competizione.
Accadde, invece, che a Colombes furono i Bleus a cogliere la loro prima vittoria di sempre sugli inglesi e a tagliarli fuori dalla lotta per il titolo.
Il valore delle marcature, come stabilito dall’IRFB nel 1905, era: 3 punti per ciascuna meta (5 se trasformata), 3 punti per la realizzazione di ciascun calcio piazzato o mark, 4 punti per la realizzazione di ciascun drop.

## Nazionali partecipanti e sedi
| Squadra     | Città           | Impianto interno     |
| ----------- | --------------- | -------------------- |
| Francia     | Colombes        | Stadio olimpico      |
| Galles      | Cardiff Swansea | Arms Park St Helen's |
| Inghilterra | Londra          | Twickenham           |
| Irlanda     | Dublino         | Lansdowne Road       |
| Scozia      | Edimburgo       | Murrayfield          |

## Risultati
| Arbitro: | Robert Scott |

|        |      |            |
| Ribère | mt   | Davy       |
|        | tr   | Stephenson |
|        | c.p. | Stephenson |

| Arbitro: | Robert Scott |

|          |      |                 |
| Corbett  | mt   | Andrews Harding |
| Stanbury | tr   |                 |
| Stanbury | c.p. | Male            |
| Corbett  | mark |                 |

| Arbitro: | Barry Cumberlege |

|                          |    |                |
| I. Smith (2) Waddell (2) | mt | Hutin Piquiral |
| Drysdale Gillies (3)     | tr |                |

| Arbitro: | W.H. Jackson |

|  |    |        |
|  | mt | Kerr   |
|  | tr | Gilles |

| Arbitro: | Tommy Vile |

|             |      |             |
| Gibbs Laird | mt   | H. McVicker |
| Stanbury    | tr   |             |
|             | c.p. | Stephenson  |

| Arbitro: | W.H. Jackson |

|                                                       |      |         |
| Andrews Harding (2) Roberts (2) Stewart-Morgan Thomas | mt   | Prevost |
|                                                       | drop | Verger  |

| Arbitro: | Barry Cumberlege |

|            |    |  |
| Ganly Pike | mt |  |

| Arbitro: | Barry Cumberlege |

|                          |      |                |
| Ganly (2) Stephenson (2) | mt   | Stewart-Morgan |
| Stephenson (2)           | tr   | Powell         |
| Stephenson               | c.p. |                |
|                          | drop | Lewis          |

| Arbitro: | Noel Purcell |

|         |      |                |
|         | mt   | Gibbs Laird    |
| Gillies | tr   | Stanbury Stark |
|         | c.p. | Stark          |
| Waddell | drop |                |

| Arbitro: | Albert Freethy |

|        |    |  |
| Vellat | mt |  |

## Classifica
| Pos | Squadra     | G | V | N | P | PF | PS | DP  | Pt |
| --- | ----------- | - | - | - | - | -- | -- | --- | -- |
| 1   | Scozia      | 4 | 3 | 0 | 1 | 49 | 25 | +24 | 6  |
| 2   | Irlanda     | 4 | 3 | 0 | 1 | 39 | 20 | +19 | 6  |
| 3   | Inghilterra | 4 | 2 | 0 | 2 | 32 | 39 | −7  | 4  |
| 4   | Galles      | 4 | 1 | 0 | 3 | 43 | 42 | +1  | 2  |
| 5   | Francia     | 4 | 1 | 0 | 3 | 19 | 56 | −37 | 2  |